# Pterogobius zonoleucus
Pterogobius zonoleucus är en fiskart som beskrevs av Jordan och Snyder, 1901. Pterogobius zonoleucus ingår i släktet Pterogobius och familjen smörbultsfiskar. IUCN kategoriserar arten globalt som livskraftig. Inga underarter finns listade i Catalogue of Life.